# 湯瀬渓谷

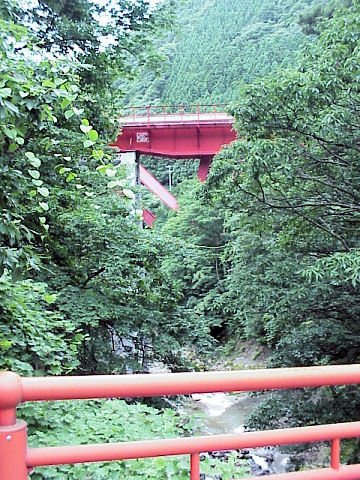
湯瀬渓谷

湯瀬渓谷（ゆぜけいこく）は、秋田県鹿角市八幡平地区にある渓谷。

## 概要
十和田八幡平国立公園のうち、十和田湖と八幡平のおおむね中間地点に位置する。1977年の秋田魁新報社による新秋田三十景では21位に選定された。
米代川の上流部に位置しており、その清流によって浸食された峡谷と両側にそそり立つ奇岩絶壁や、街道筋に生えている唐傘松（鹿角市指定天然記念物）や奇岩上に点在する姫子松などがある景勝地となっている。だんぶり長者によって派遣された天狗が一夜で完成したといわれる天狗橋もあり、渓谷の右岸には、旧鹿角街道（津軽街道とも）が約2kmにわたってその跡をとどめ、現在はハイキングコースとして整備されている。
渓谷の上流域には、湯瀬温泉郷がある（湯瀬温泉郷の名は、川の瀬からも湯が湧くほど湯量が豊富なことから呼ばれるようになった）。